# 다울라기리구

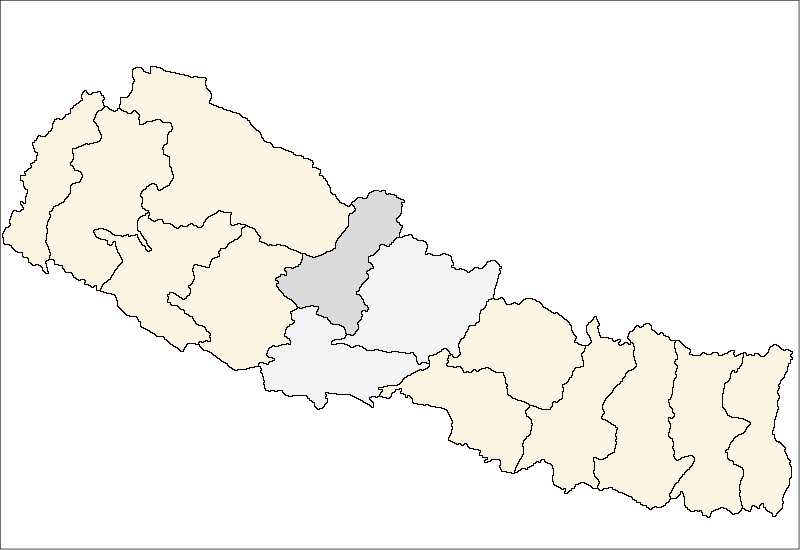
다울라기리 구의 위치

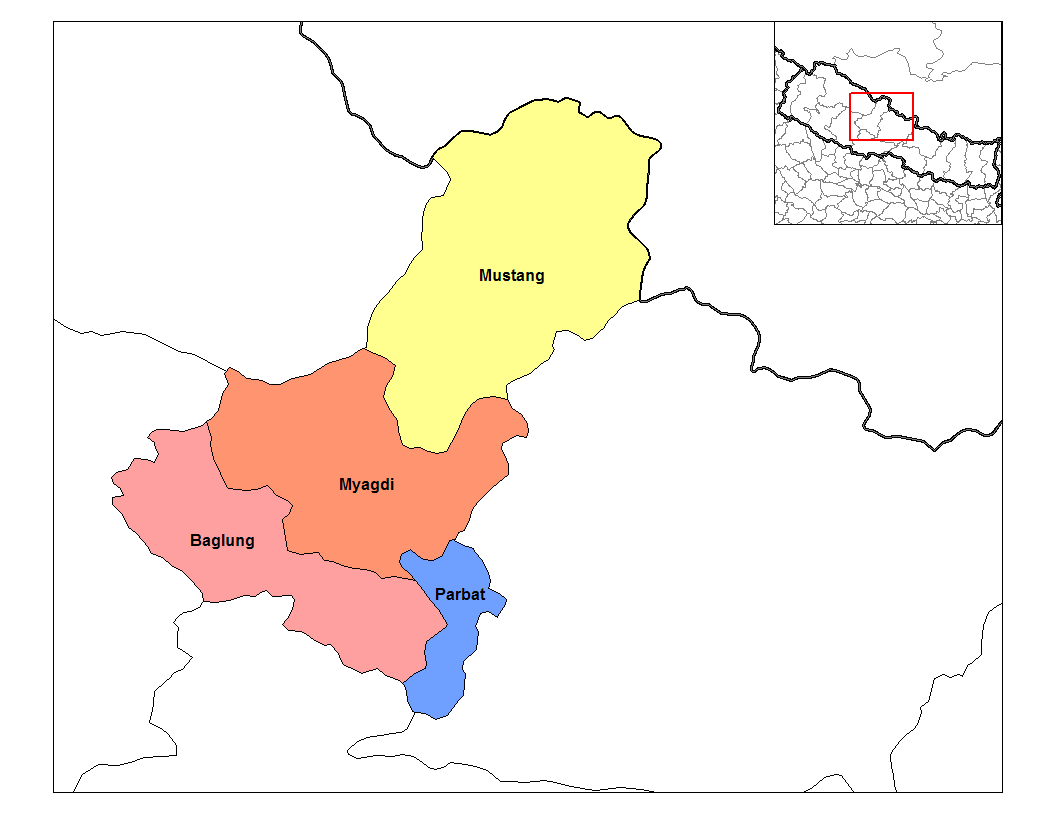
다울라기리 구의 현

다울라기리구(네팔어: धवलागिरी)는 네팔을 구성하는 14개 구 가운데 하나로 행정 중심지는 바글룽이며 면적은 8,148km2, 인구는 556,191명(2001년 기준), 인구 밀도는 68.3명/km2이다. 행정 구역상으로는 서부 개발 지구에 속한다. 세계에서 7번째로 높은 봉우리인 다울라기리 산이 이 곳에 위치한다.

## 행정 구역
4개 현을 관할한다.
- 바글룽 현
- 무스탕 현
- 먀그디 현
- 파르밧 현

## 같이 보기
- 네팔의 구